# Avire (cratera)
Avire é uma cratera marciana. TEm como característica 6.54 quilômetros de diâmetro. Deve o seu nome a Avire, uma localidade do Vanuatu.